# Willem de Vlamingh
Willem Hesselsz de Vlamingh (1640. november 28., Oost-Vlieland – 1698. vagy később) holland hajóskapitány, aki a 17. század második felében feltárta Ausztrália (az akkori "Új-Hollandia") nyugati partjának középső részét.

## De Vlamingh és a VOC
De Vlamingh 1688-ban csatlakozott a Holland Kelet-indiai Társasághoz (hollandul Vereenigde Oost-Indische Compagnie, rövidítve VOC), első útjára még ugyanebben az évben indult Batávia felé. Az 1694-es második útját követően felkérték, hogy expedíciót szervezzen a Ridderschap van Holland felkutatására. A Holland Kelet-indiai Társaság ez utóbbi hadihajója 325 utassal és legénységgel 1694-ben tűnt el, miközben Batáviába tartott. A VOC tisztviselői úgy vélték, hogy a hajó Új-Hollandia nyugati partjainál futhatott zátonyra.

## De Vlamingh mentőexpedíciója

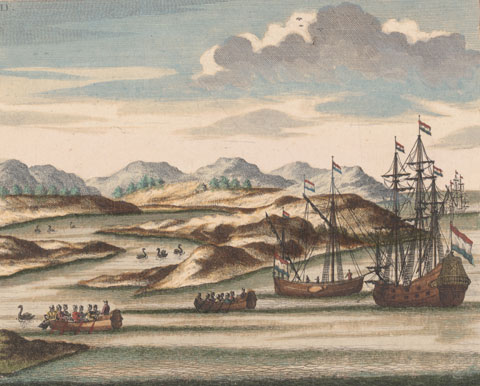
Willem de Vlamingh hajói fekete hattyúkkal a nyugat-ausztráliai Swan-folyó torkolatánál, színes metszet (1796) az 1696–97-es de Vlamingh-féle expedíció során készült, korábbi (de elveszett) rajz alapján.

1696-ban Willem de Vlamingh mentőexpedíciót vezetett Ausztrália nyugati partjaihoz, hogy megtalálja a két évvel korábban eltűnt Ridderschap van Holland esetleges túlélőit. A küldetés végül eredménytelenül zárult, viszont útközben Vlamingh feltérképezte a földrész nyugati partjának egyes szakaszait, és ennek eredményeként hozzájárult a hajózási ismeretek bővítéséhez az Indiai-óceánnak az afrikai Jóreménység foka és Holland Kelet-India közötti szakaszán. Három hajó tartozott a parancsnoksága alá: a De Geelvink fregatt, melyet maga de Vlamingh irányított, valamint a kisebb vitorlás, De Nijptang Gerrit Collaert kapitány parancsnoksága alatt és a Weseltje gálya, Joshua de Vlamingh kapitánnyal, Willem de Vlamingh fiával a kormánykeréknél. Az expedíció Amszterdamban 1696. május 2-án bontott vitorlát, és hajózott el Tristan da Cunha, majd a Saint Peter and Paul Rocks szigetcsoport felé.
- 1696. december 29-én partra szállt Rottnest szigetén. Ott számtalan kurtafarkú kengurut (más néven quokkáként ismert őshonos erszényes állatot) látott, amiket nagyobb patkánynak vélt, és ezért a szigetet „patkányfészeknek”, holland nyelven Rattennest-nek nevezte el. Később a következőket írta naplójába: „Nagy örömmel csodáltam ezt a szigetet, mely rendkívül csalogató, és ahol számomra úgy tűnik, a természet semmit nem tagadott meg, hogy az általam korábban látott szigetek közül a legkellemesebb hellyé tegye; ahol az ember boldogulásához bőven rendelkezésre áll a fa, a kő és a mész, hogy házat építsen, és csupán a szántóvető hiányzik, hogy e kitűnő mezőket megtöltse. Van itt só bőséggel, a partot madarak lepik el. Ezek a madarak kellemes éneket hallatnak az illatos ligetekben. Hiszem hát, hogy azon sokaságban, aki a boldogságot keresi, lenne több, aki lekicsinyelné országunk gazdagságát, és választaná ezt a vidéket, ami számára földi paradicsom lenne".[2]
- 1697. január 10-én – feltételezések szerint első európaiként – legénységével felhajózott a Swan-folyón. A vízfolyást a megfigyelt, nagyszámú fekete hattyú után keresztelte el Swan-, azaz Hattyú-folyónak (hollandul Zwaanenrivier).
- 1697. február 4-én partra szállt a nyugat-ausztráliai Dirk Hartog-szigeten, ahol kicserélte a korábban, 1616-ban Dirk Hartog által hátrahagyott ónlemezt, hogy az immár mindkét holland hajóskapitány látogatását megörökítse. Az eredeti lemezt az amszterdami Rijksmuseum őrzi.[3]

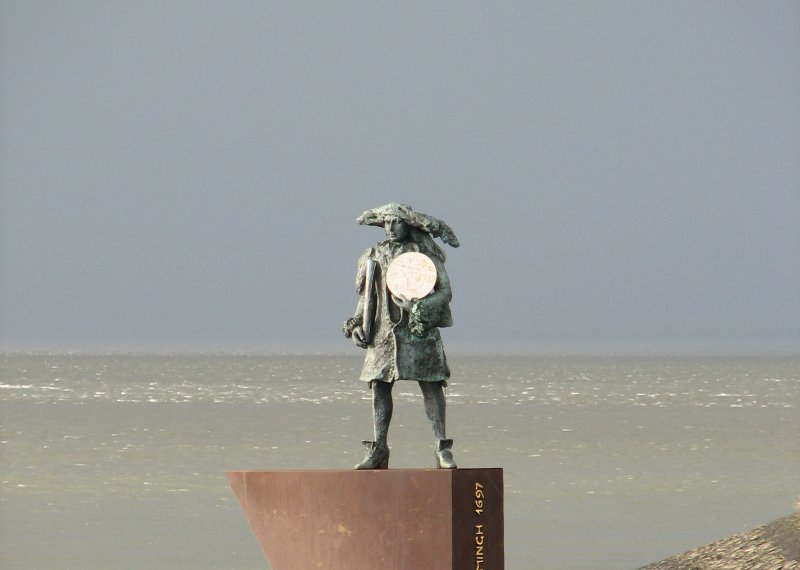
Willem de Vlamingh szobra Vlielandon

De Vlamingh és fia, Collaert látta a parancsnokságát a Holland Kelet-Indiákról 1698. február 3-án induló, és haza, Amszterdamba augusztus 16-án érkező flottának. Egy korábban visszatérő hajóval De Vlamingh Nicolaes Witsennek, Amszterdam akkori polgármesterének, egyúttal a Holland Kelet-indiai Társaság tisztviselőjének egy láda tengeri kagylót, Új-Hollandiában honos gyümölcsöket és növényeket, valamint 11, az expedíció során készített rajzot küldött. Az ajándékok sorához néhány fekete hattyú is tartozott, de azok az út alatt elpusztultak. Witsen a rajzokat Martin Lister angol természettudósnak ajánlotta fel. Az expedíciót egyébként részben finanszírozó Witsen csalódott volt, hogy De Vlamingh és társai inkább a kereskedelmi kapcsolatok megerősítésén fáradoztak, és alig értek el valamit új területek felfedezésében. Végül Ausztrália és Új-Guinea partjait William Dampier tárta fel 1699-ben.

## Fordítás
- Ez a szócikk részben vagy egészben  a   Willem de Vlamingh című angol Wikipédia-szócikk ezen változatának fordításán alapul.  Az eredeti cikk szerkesztőit annak laptörténete sorolja fel. Ez a jelzés csupán a megfogalmazás eredetét és a szerzői jogokat jelzi, nem szolgál a cikkben szereplő információk forrásmegjelöléseként.